# Platyja ciacula
Platyja ciacula är en fjärilsart som beskrevs av Swinhoe 1893. Platyja ciacula ingår i släktet Platyja och familjen nattflyn. Inga underarter finns listade i Catalogue of Life.